# Jeremy McWilliams
Jeremy McWilliams (Belfast, 4 de abril de 1964) é um motociclista norte-irlandês.
Competiu em 13 temporadas consecutivas da MotoGP entre 1993 e 2005 (118 corridas na divisão principal e 59 na Moto2 (250cc), tendo conquistado 3 poles - todas pelo GP da Austrália, em 1999, 2000 e 2002. Venceu ainda 1 prova, o GP da Holanda de 2001 (única de sua carreira, seja nas 500cc ou nas 250cc). No total, marcou 684 pontos.
Ele ainda chegou a correr o GP da Grã-Bretanha em 2014, pela equipe Brough Superior Racing, sem êxito. No ano anterior, chegou a fazer uma participação no filme Under the Skin, protagonizado por Scarlett Johansson.